# McGregor Nunatak
McGregor Nunatak är en nunatak i Antarktis. Den ligger i Västantarktis. Nya Zeeland gör anspråk på området. Toppen på McGregor Nunatak är 2 233 meter över havet.
Terrängen runt McGregor Nunatak är bergig norrut, men söderut är den kuperad. Trakten är obefolkad. Det finns inga samhällen i närheten. 